# SuperMUC

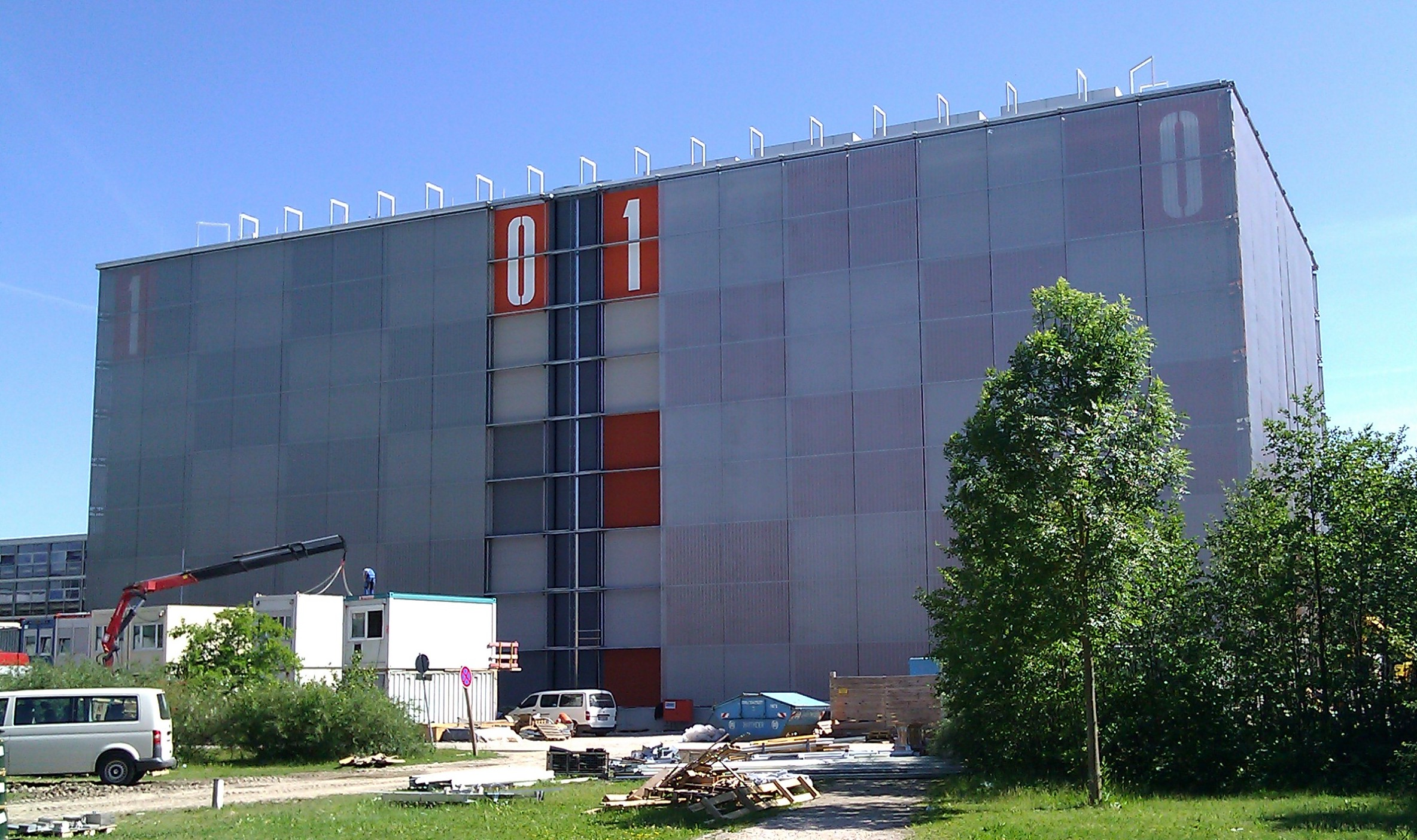
Budynek Leibniz-Rechenzentrum, w którym działa SuperMUC

SuperMUC – superkomputer o mocy obliczeniowej 2,897 PFLOPS. Został wyprodukowany przez IBM w 2012 roku i zainstalowany w Leibniz-Rechenzentrum w Niemczech. W czerwcu 2012 był najszybszym superkomputerem w Europie i czwartym na świecie.

## Architektura
SuperMUC jest zbudowany z ośmio- i dziesięciordzeniowych procesorów Intel Xeon Sandy Bridge z Hyper-Threadingiem, zamontowanych w serwerach IBM iDataPlex. Całkowity system obejmuje:
- 155 656 rdzeni
- > 300 TB RAM
- 4 petabajty przestrzeni dyskowej NAS
- 10 petabajtów przestrzeni dyskowej GPFS
- > 30 petabajtów pamięci taśmowej

System wykorzystuje system chłodzenia gorącą wodą Aquasar. Woda chłodząca procesory oddaje ciepło pasywnie, stygnąc do około 40 °C i jednocześnie ogrzewając budynki LRZ (procesory ogrzewają ją do około 70 °C). Pozwala to zrezygnować ze skomplikowanych i energochłonnych systemów chłodzenia i zwiększa efektywność energetyczną całego systemu. Dzięki takiemu rozwiązaniu SuperMUC zużywa 3,4 MW mocy.

## Wykorzystanie
SuperMUC został zbudowany jako kluczowy element projektu PRACE. Jest wykorzystywany do obliczeń naukowych, obejmujących medycynę, astrofizykę, chromodynamikę kwantową, dynamikę płynów, chemię obliczeniową, genomikę i analizy trzęsień ziemi.